# Szilágyi Annamária
Szilágyi Annamária (Csenger, 1973. május 27. –) magyar színésznő.

## Életpályája
1973-ban született Csengerben. Nyírbátorban a Báthory István Gimnázium ének-zene tagozatán érettségizett. Három évig dolgozott a Harlekin Gyermekszínházban. 1995 és 1999 között elvégezte Békéscsabán a négyéves színészképzést Karczag Ferenc osztályában, majd leszerződött a Békéscsabai Jókai Színházhoz. 2005-től a Szegedi Nemzeti Színház tagja, ahova Székhelyi József szerződtette. 2015-ben Varsányi Annával megalakították az A&A produkciót.

## Színházi szerepeiből
- William Shakespeare: Ahogy tetszik... Juci, pásztorlány
- Molière: Tartuffe... Dorine
- Molière/B.: A képzelt fösvény beteg... Toinette, szolgáló Hargaponnál
- Nyikolaj Vasziljevics Gogol: Háztűznéző... Fjokla Ivanovna, házasságszerzőnő
- Anton Pavlovics Csehov: Sirály... Irina Nyikolajevna Arkagyina, színésznő
- Peter Shaffer: Amadeus... Teresa Salieri, Madame Weber
- Friedrich Dürrenmatt: Az öreg hölgy látogatása... 3. polgár, 2. asszony
- Pierre Barillet – Jean-Pierre Grédy: A kaktusz virága... Stephanie
- Dale Wasserman: La Mancha lovagja... Aldonza
- Sólem Aléchem-Jerry Bock: Hegedűs a háztetőn... Jente
- Martin McDonagh: Nagyon, nagyon, nagyon sötét dolog... Catherine
- April De Angelis: Színházi bestiák... Rebecca Marshall
- Varsányi Anna: New York csalogánya... Florence Foster Jenkins
- Szegedi Nemzeti Színház: Táncdalfesztivál... Az est házigazdái
- Charles Dickens–Sebestyén Rita: Karácsonyi ének... Cratchitné; Scrooge anyja; A jövő karácsonyok szelleme
- Vörösmarty Mihály: Csongor és Tünde... Ilma, Balga hitvese, Tünde szolgálója
- Fenyő Miklós – Tasnádi István: Aranycsapat... Ollálllá
- Nagy Tibor - Pozsgai Zsolt - Bradányi Iván: A kölyök... Madame Foyer
- Szép Ernő: Kávécsarnok... Fanny
- Valla Attila - Szikora Róbert: Macskafogó... Gatto
- Vajda Katalin: Anconai szerelmesek... Viktória
- de Laclos-Hampton: Veszedelmes viszonyok... Volanges-né
- Háy János: Utánképzés (ittas vezetőknek)... Bogi, műkörmös
- Huszka Jenő - Szilágyi László: Mária főhadnagy... Panni
- Carlo Collodi-Litvai Nelli: Pinokkió... Kékhajú Tündér
- Füst Milán: Boldogtalanok... Rózsi
- Csokonai Vitéz Mihály: Az özvegy Karnyóné és a két szeleburdiak... Boris, szobaleány
- Gábor Andor: Dollárpapa... Koltayné, a felesége
- Arany János-Gimesi Dóra: Rózsa és Ibolya... Mostoha, a tündérkirály második felesége
- Szigligeti Ede: Liliomfi... Kamilla kisasszony; Kányai szomszédasszonya
- Jaroslav Hašek: Švejk, a derék elsőháborús katona... A nők
- Zágon István–Harsányi Zsolt–Eisemann Mihály: XIV. René... I. Irina, Illíria királyasszonya
- Székely Csaba: Mária országa... Durazzói Margit, nápolyi királyné
- Fazekas Mihály–Benkó–Fábián–Zságer-Varga: Lúdas Matyi (Matyi elszabadul, avagy sok lúd disznót győz)... Ibolya, az ispán, Döbrögi bal keze
- Szirmai Albert-Bakonyi Károly-Gábor Andor: Mágnás Miska... Stefánia
- Örkény István: Tóték... Tótné
- Michael Frayn: Függöny fel!... Dotty, Mrs. Clackett

## Filmes és televíziós szerepei
- Mi, szemüvegesek (2004)
- Tavasz, nyár, ősz (2007)

## Díjai és elismerései
- Dömötör-díj
- Makó Lajos-díj (2009)
- Szegedért Emlékérme (2022)